# Mari Carmen Ramírez
Mari Carmen Ramírez é curadora de arte porto-riquenha e curadora Wortham de arte latino-americana no Museu de Belas-Artes de Houston.

## Carreira
Ramirez começou a sua carreira em Porto Rico, onde actuou como directora do Museu de Antropologia, História e Arte da Universidade de Porto Rico. Ela passou 12 anos em Austin, estabeleceu o programa latino-americano no Blanton Museum of Art e depois ingressou no Museu de Belas-Artes de Houston. A revista Time referiu-se a ela como uma das hispânicas mais influentes dos Estados Unidos.